# Litván labdarúgó-válogatott
A litván labdarúgó-válogatott Litvánia nemzeti csapata, amelyet a litván labdarúgó-szövetség (litvánul: Lietuvos futbolo federacija) irányít. Litvánia első hivatalos mérkőzését 1923-ban játszotta, 1940-ben a Szovjetunió része lett. 1990-ben függetlenné vált és május 27-én lejátszotta első mérkőzését Grúzia ellen. Még egyetlen világ- és Európa-bajnokságra sem sikerült kijutnia.

## A válogatott története

### 1990-es évek
A litván válogatott első mérkőzését 1923-ban játszotta Észtország ellen, melyet 5–0-ra elveszített. 1940-ben Litvánia a Szovjetunió tagja lett és csak 1990-ben vált ismét független állammá. Új nemzetként első meccsüket Grúziával játszották 1990. május 27-én. Az 1990-es években indultak először a világ az Európa-bajnoki selejtezőkben.
Nemzetközi megmérettetésben az 1994-es vb selejtezőiben vettek részt először. Az 1996-os Európa-bajnokság selejtezőiben és az 1998-as labdarúgó-világbajnokság selejtezőiben egyaránt a csoportjuk harmadik helyén végeztek. A 2000-es Európa-bajnokság selejtezőiben a 9. csoportban szerepeltek Csehország, Skócia, Bosznia-Hercegovina, Észtország és Feröer társaságában. Három győzelemmel, két döntetlennel és öt vereséggel a negyedik helyen zárták a sorozatot. 

### 2000-es évek
A 2002-es világbajnokság selejtezőiben mindössze két döntetlent értek el hat vereség mellett és az utolsó helyen végeztek csoportjukban. Magyarországgal idegenben 1–1-s, Olaszországgal hazai pályán játszottak 0–0-s döntetlent.
A 2004-es kontinensviadal kvalifikációjában a Németország elleni döntetlen és Skócia hazai pályán való legyőzése után felcsillant számukra a remény, hogy 2. helyen végeznek a csoportban. ez azonban végül elmaradt. A  2006-os vb selejtezőkön tíz ponttal csoportjuk ötödik helyén zártak. Egyedül San Marinót tudták megverni két alkalommal.
A 2008-as Európa-bajnokság selejtezőiben öt győzelemmel, egy döntetlennel és hat vereséggel a B csoport 5. helyén végeztek. Grúziát és Feröert oda-vissza legyőzték. Jelentősebb eredmény az Ukrajna elleni hazai 2–0-s győzelem volt. Olaszország ellen 2006 szeptember 2-án Európa-bajnoki selejtezőn 1–1-es döntetlent értek el Nápolyban, ami azért volt nagy eredmény, mert az olaszoknak ez volt az első tétmérkőzésük a 2006-os labdarúgó-világbajnokság döntője után.
A következő nagy eredmény a litvánok részéről 2008 szeptember 6-án született a 2010-es világbajnoki selejtezőkön. Ekkor Romániát győzték le idegenben 3–0 arányban. Ezt a győzelmet sokan "történelmi győzelemként" tartják számon, amit egy Ausztria elleni 2–0-s siker követett.

### 2010-es évek
A 2012-es Európa-bajnokság selejtezőiben Spanyolországgal, Csehországgal, Skóciával, Liechtensteinnel kerültek egy csoportba. Egyetlen győzelmüket a Csehország elleni idegenbeli 1–0-s siker alkalmával érték el. Végül a csoport 4. helyén végeztek 5 ponttal.
A 2014-es világbajnokság selejtezőinek I csoportjában három győzelemmel, két döntetlennel és öt vereséggel Bosznia-Hercegovina, Görögország és Szlovákia mögött a 4. helyen zártak. 
A 2016-os Európa-bajnokság selejtezőiben Anglia, Svájc, Szlovénia és Észtország is megelőzte a litvánokat.  
A 2018-as világbajnokság selejtezőiben Anglia, Szlovénia, Szlovákia, Skócia és Málta társaságában a F csoportba kerültek.

## Nemzetközi eredmények
Balti kupa
- Győztes (11): 1930, 1935, 1991, 1992, 1994, 1996, 1997, 1998, 2000, 2005, 2010
- Ezüstérmes (8): 1932, 1933, 1995, 2001, 2003, 2008, 2012, 2016
- Bronzérmes (7): 1928, 1929, 1931, 1936, 1937, 1938, 1993

### Világbajnokság
| Világbajnokság | Világbajnokság            | Világbajnokság            | Világbajnokság            | Világbajnokság            | Világbajnokság            | Világbajnokság            | Világbajnokság            | Világbajnokság            | Világbajnokság            | Selejtezők                | Selejtezők                | Selejtezők                | Selejtezők                | Selejtezők                | Selejtezők                | Selejtezők                |
| Év             | Eredmény                  | H.                        | M                         | Gy                        | D                         | V                         | G+                        | G–                        | Keret                     | H.                        | M                         | Gy                        | D                         | V                         | G+                        | G–                        |
| -------------- | ------------------------- | ------------------------- | ------------------------- | ------------------------- | ------------------------- | ------------------------- | ------------------------- | ------------------------- | ------------------------- | ------------------------- | ------------------------- | ------------------------- | ------------------------- | ------------------------- | ------------------------- | ------------------------- |
| 1930           | nem indult                | nem indult                | nem indult                | nem indult                | nem indult                | nem indult                | nem indult                | nem indult                | nem indult                | nem indult                | nem indult                | nem indult                | nem indult                | nem indult                | nem indult                | nem indult                |
| 1934           | nem jutott ki             | nem jutott ki             | nem jutott ki             | nem jutott ki             | nem jutott ki             | nem jutott ki             | nem jutott ki             | nem jutott ki             | nem jutott ki             | 2.                        | 1                         | 0                         | 0                         | 1                         | 0                         | 2                         |
| 1938           | nem jutott ki             | nem jutott ki             | nem jutott ki             | nem jutott ki             | nem jutott ki             | nem jutott ki             | nem jutott ki             | nem jutott ki             | nem jutott ki             | 2.                        | 2                         | 0                         | 0                         | 2                         | 3                         | 9                         |
| 1950–1990      | A Szovjetunió része volt. | A Szovjetunió része volt. | A Szovjetunió része volt. | A Szovjetunió része volt. | A Szovjetunió része volt. | A Szovjetunió része volt. | A Szovjetunió része volt. | A Szovjetunió része volt. | A Szovjetunió része volt. | A Szovjetunió része volt. | A Szovjetunió része volt. | A Szovjetunió része volt. | A Szovjetunió része volt. | A Szovjetunió része volt. | A Szovjetunió része volt. | A Szovjetunió része volt. |
| 1994           | nem jutott ki             | nem jutott ki             | nem jutott ki             | nem jutott ki             | nem jutott ki             | nem jutott ki             | nem jutott ki             | nem jutott ki             | nem jutott ki             | 5.                        | 12                        | 2                         | 3                         | 7                         | 8                         | 21                        |
| 1998           | nem jutott ki             | nem jutott ki             | nem jutott ki             | nem jutott ki             | nem jutott ki             | nem jutott ki             | nem jutott ki             | nem jutott ki             | nem jutott ki             | 3.                        | 10                        | 5                         | 2                         | 3                         | 11                        | 8                         |
| 2002           | nem jutott ki             | nem jutott ki             | nem jutott ki             | nem jutott ki             | nem jutott ki             | nem jutott ki             | nem jutott ki             | nem jutott ki             | nem jutott ki             | 5.                        | 8                         | 0                         | 2                         | 6                         | 3                         | 20                        |
| 2006           | nem jutott ki             | nem jutott ki             | nem jutott ki             | nem jutott ki             | nem jutott ki             | nem jutott ki             | nem jutott ki             | nem jutott ki             | nem jutott ki             | 5.                        | 10                        | 2                         | 4                         | 4                         | 8                         | 9                         |
| 2010           | nem jutott ki             | nem jutott ki             | nem jutott ki             | nem jutott ki             | nem jutott ki             | nem jutott ki             | nem jutott ki             | nem jutott ki             | nem jutott ki             | 4.                        | 10                        | 4                         | 0                         | 6                         | 10                        | 11                        |
| 2014           | nem jutott ki             | nem jutott ki             | nem jutott ki             | nem jutott ki             | nem jutott ki             | nem jutott ki             | nem jutott ki             | nem jutott ki             | nem jutott ki             | 4.                        | 10                        | 3                         | 2                         | 5                         | 9                         | 11                        |
| 2018           | nem jutott ki             | nem jutott ki             | nem jutott ki             | nem jutott ki             | nem jutott ki             | nem jutott ki             | nem jutott ki             | nem jutott ki             | nem jutott ki             | 5.                        | 10                        | 1                         | 3                         | 6                         | 7                         | 20                        |
| 2022           | nem jutott ki             | nem jutott ki             | nem jutott ki             | nem jutott ki             | nem jutott ki             | nem jutott ki             | nem jutott ki             | nem jutott ki             | nem jutott ki             | 5.                        | 8                         | 1                         | 0                         | 7                         | 4                         | 19                        |
| 2026           | később                    | később                    | később                    | később                    | később                    | később                    | később                    | később                    | később                    | később                    | később                    | később                    | később                    | később                    | később                    | később                    |
| Összesen       |                           | 0/11                      | –                         | –                         | –                         | –                         | –                         | –                         | –                         | Összesen                  | 81                        | 18                        | 16                        | 47                        | 63                        | 130                       |

### Európa-bajnokság
| Európa-bajnokság | Európa-bajnokság          | Európa-bajnokság          | Európa-bajnokság          | Európa-bajnokság          | Európa-bajnokság          | Európa-bajnokság          | Európa-bajnokság          | Európa-bajnokság          | Európa-bajnokság          | Selejtezők                | Selejtezők                | Selejtezők                | Selejtezők                | Selejtezők                | Selejtezők                | Selejtezők                |
| Év               | Eredmény                  | H.                        | M                         | Gy                        | D                         | V                         | G+                        | G–                        | Keret                     | H.                        | M                         | Gy                        | D                         | V                         | G+                        | G–                        |
| ---------------- | ------------------------- | ------------------------- | ------------------------- | ------------------------- | ------------------------- | ------------------------- | ------------------------- | ------------------------- | ------------------------- | ------------------------- | ------------------------- | ------------------------- | ------------------------- | ------------------------- | ------------------------- | ------------------------- |
| 1960–1992        | A Szovjetunió része volt. | A Szovjetunió része volt. | A Szovjetunió része volt. | A Szovjetunió része volt. | A Szovjetunió része volt. | A Szovjetunió része volt. | A Szovjetunió része volt. | A Szovjetunió része volt. | A Szovjetunió része volt. | A Szovjetunió része volt. | A Szovjetunió része volt. | A Szovjetunió része volt. | A Szovjetunió része volt. | A Szovjetunió része volt. | A Szovjetunió része volt. | A Szovjetunió része volt. |
| 1996             | nem jutott ki             | nem jutott ki             | nem jutott ki             | nem jutott ki             | nem jutott ki             | nem jutott ki             | nem jutott ki             | nem jutott ki             | nem jutott ki             | 3.                        | 10                        | 5                         | 1                         | 4                         | 13                        | 12                        |
| 2000             | nem jutott ki             | nem jutott ki             | nem jutott ki             | nem jutott ki             | nem jutott ki             | nem jutott ki             | nem jutott ki             | nem jutott ki             | nem jutott ki             | 4.                        | 10                        | 3                         | 2                         | 5                         | 8                         | 16                        |
| 2004             | nem jutott ki             | nem jutott ki             | nem jutott ki             | nem jutott ki             | nem jutott ki             | nem jutott ki             | nem jutott ki             | nem jutott ki             | nem jutott ki             | 4.                        | 8                         | 3                         | 1                         | 4                         | 7                         | 11                        |
| 2008             | nem jutott ki             | nem jutott ki             | nem jutott ki             | nem jutott ki             | nem jutott ki             | nem jutott ki             | nem jutott ki             | nem jutott ki             | nem jutott ki             | 5.                        | 12                        | 5                         | 1                         | 6                         | 11                        | 13                        |
| 2012             | nem jutott ki             | nem jutott ki             | nem jutott ki             | nem jutott ki             | nem jutott ki             | nem jutott ki             | nem jutott ki             | nem jutott ki             | nem jutott ki             | 4.                        | 8                         | 1                         | 2                         | 5                         | 4                         | 13                        |
| 2016             | nem jutott ki             | nem jutott ki             | nem jutott ki             | nem jutott ki             | nem jutott ki             | nem jutott ki             | nem jutott ki             | nem jutott ki             | nem jutott ki             | 5.                        | 10                        | 3                         | 1                         | 6                         | 7                         | 18                        |
| 2020             | nem jutott ki             | nem jutott ki             | nem jutott ki             | nem jutott ki             | nem jutott ki             | nem jutott ki             | nem jutott ki             | nem jutott ki             | nem jutott ki             | 5.                        | 8                         | 0                         | 1                         | 7                         | 5                         | 25                        |
| 2024             | nem jutott ki             | nem jutott ki             | nem jutott ki             | nem jutott ki             | nem jutott ki             | nem jutott ki             | nem jutott ki             | nem jutott ki             | nem jutott ki             | 4.                        | 8                         | 1                         | 3                         | 4                         | 8                         | 14                        |
| Összesen         |                           | 0/8                       | –                         | –                         | –                         | –                         | –                         | –                         | –                         | Összesen                  | 74                        | 21                        | 12                        | 41                        | 63                        | 122                       |

### UEFA Nemzetek Ligája
| Csoportkör | Csoportkör | Csoportkör | Csoportkör | Csoportkör | Csoportkör | Csoportkör | Csoportkör | Csoportkör | Csoportkör | Csoportkör         | Csoportkör | Egyenes kieséses szakasz | Egyenes kieséses szakasz | Egyenes kieséses szakasz | Egyenes kieséses szakasz | Egyenes kieséses szakasz | Egyenes kieséses szakasz | Egyenes kieséses szakasz | Egyenes kieséses szakasz | Egyenes kieséses szakasz |
| Szezon     | Liga       | Csoport    | H          | M          | Gy         | D          | V          | G+         | G–         | Feljutás/kiesés    | Helyezés   | Év                       | Eredmény                 | M                        | Gy                       | D                        | V                        | G+                       | G–                       | Keret                    |
| ---------- | ---------- | ---------- | ---------- | ---------- | ---------- | ---------- | ---------- | ---------- | ---------- | ------------------ | ---------- | ------------------------ | ------------------------ | ------------------------ | ------------------------ | ------------------------ | ------------------------ | ------------------------ | ------------------------ | ------------------------ |
| 2018–19    | C          | 4.         | 4.         | 6          | 0          | 0          | 6          | 3          | 16         | (formátumváltozás) | 39.        | 2019                     | nem jutott be            | nem jutott be            | nem jutott be            | nem jutott be            | nem jutott be            | nem jutott be            | nem jutott be            | nem jutott be            |
| 2020–21    | C          | 4.         | 3.         | 6          | 2          | 2          | 2          | 5          | 7          | Állandó            | 41.        | 2021                     | nem jutott be            | nem jutott be            | nem jutott be            | nem jutott be            | nem jutott be            | nem jutott be            | nem jutott be            | nem jutott be            |
| 2022–23    | C          | 1.         | 4.         | 6          | 0          | 1          | 5          | 2          | 14         | osztályozós        | 47.        | 2023                     | nem jutott be            | nem jutott be            | nem jutott be            | nem jutott be            | nem jutott be            | nem jutott be            | nem jutott be            | nem jutott be            |
| 2024–25    | C          |            |            |            |            |            |            |            |            |                    |            | 2025                     | nem jutott be            | nem jutott be            | nem jutott be            | nem jutott be            | nem jutott be            | nem jutott be            | nem jutott be            | nem jutott be            |
| Összesen   | Összesen   | Összesen   | Összesen   | 18         | 2          | 3          | 13         | 10         | 37         |                    |            |                          | 0/4                      | –                        | –                        | –                        | –                        | –                        | –                        | –                        |

### Olimpia
| Év                | Eredmény                | Hely                    | M                       | Gy                      | D                       | V                       | Rg                      | Kg                      |                         |
| ----------------- | ----------------------- | ----------------------- | ----------------------- | ----------------------- | ----------------------- | ----------------------- | ----------------------- | ----------------------- | ----------------------- |
| 1924, Párizs      | 1. forduló              | 22.                     | 1                       | 0                       | 0                       | 1                       | 0                       | 9                       |                         |
| 1928, Amszterdam  | Nem indult              | Nem indult              | Nem indult              | Nem indult              | Nem indult              | Nem indult              | Nem indult              | Nem indult              | Nem indult              |
| 1932, Los Angeles | Nem volt labdarúgótorna | Nem volt labdarúgótorna | Nem volt labdarúgótorna | Nem volt labdarúgótorna | Nem volt labdarúgótorna | Nem volt labdarúgótorna | Nem volt labdarúgótorna | Nem volt labdarúgótorna | Nem volt labdarúgótorna |
| 1936, Berlin      | Nem indult              | Nem indult              | Nem indult              | Nem indult              | Nem indult              | Nem indult              | Nem indult              | Nem indult              | Nem indult              |
| Összesen          | 1. forduló              | 1/1                     | 1                       | 0                       | 0                       | 1                       | 0                       | 9                       |                         |

- 1948 és 1988 között amatőr, 1992-től kezdődően U23-as játékosok vettek részt az olimpiai játékokon

## Válogatottsági rekordok
Az adatok 2016. november 11. állapotoknak felelnek meg.
- A még aktív játékosok félkövérrel vannak megjelölve.

| #  | Játékos               | Időszak   | Mérk. | Gólok |
| -- | --------------------- | --------- | ----- | ----- |
| 1  | Andrius Skerla        | 1996–2011 | 84    | 1     |
| 2  | Deividas Šemberas     | 1996–2013 | 82    | 0     |
| 3  | Saulius Mikoliūnas    | 2004–     | 74    | 5     |
| 4  | Tomas Danilevičius    | 1998–2012 | 71    | 19    |
| 5  | Žydrūnas Karčemarskas | 2003–2013 | 66    | 0     |
| 6  | Aurelijus Skarbalius  | 1991–2005 | 65    | 5     |
| 6  | Marius Stankevičius   | 2001–     | 65    | 5     |
| 8  | Deividas Česnauskis   | 2001–     | 64    | 4     |
| 9  | Gintaras Staučė       | 1992–2004 | 61    | 0     |
| 10 | Edgaras Jankauskas    | 1991–2008 | 56    | 10    |
| 10 | Andrėjus Tereškinas   | 1991–2000 | 56    | 3     |
| 10 | Tomas Žvirgždauskas   | 1998–2011 | 56    | 0     |

| #  | Játékos                | Időszak   | Gól (Vál.) | Átlag |
| -- | ---------------------- | --------- | ---------- | ----- |
| 1  | Tomas Danilevičius     | 1998–2012 | 19 0 (71)  | 0.267 |
| 2  | Antanas Lingis         | 1928–1938 | 12 0 (33)  | 0.363 |
| 3  | Edgaras Jankauskas     | 1991–2008 | 10 0 (56)  | 0.178 |
| 4  | Virginijus Baltušnikas | 1990–1998 | 9 0 (42)   | 0.214 |
| 5  | Jaroslavas Citavičius  | 1926–1933 | 8 0 (24)   | 0.333 |
| 5  | Valdas Ivanauskas      | 1990–2000 | 8 0 (28)   | 0.285 |
| 5  | Fedor Černych          | 2012–     | 8 0 (30)   | 0.276 |
| 5  | Darius Maciulevičius   | 1991–2005 | 8 0 (38)   | 0.210 |
| 5  | Robertas Poškus        | 1999–2011 | 8 0 (48)   | 0.166 |
| 10 | Artūras Fomenka        | 1996–2003 | 7 0 (23)   | 0.304 |
| 10 | Tomas Ražanauskas      | 1995–2011 | 7 0 (41)   | 0.170 |
| 10 | Igoris Morinas         | 1996–2007 | 7 0 (51)   | 0.137 |

### Ismert játékosok
- Virginijus Baltusnikas
- Edgaras Jankauskas
- Antanas Lingis
- Arminas Narbekovas
- Tomas Razanauskas
- Aurelijus Skarbalius
- Gintaras Staučė
- Deividas Šemberas
- Andrius Tereskinas
- Valdas Ivanauskas

## Szövetségi kapitányok
| Név                          | Nemzetiség   | Első | Utolsó |
| ---------------------------- | ------------ | ---- | ------ |
| Benjaminas Zelkevičius       | Litvánia     | 1990 | 1991   |
| Algimantas Liubinskas        | Litvánia     | 1992 | 1994   |
| Benjaminas Zelkevičius       | Litvánia     | 1995 | 1997   |
| Kęstutis Latoža              | Litvánia     | 1998 | 1999   |
| Robertas Tautkus (megbízott) | Litvánia     | 1999 | 1999   |
| Stasys Stankus               | Litvánia     | 1999 | 2000   |
| Julius Kvedaras (megbízott)  | Litvánia     | 2000 | 2000   |
| Benjaminas Zelkevičius       | Litvánia     | 2000 | 2003   |
| Algimantas Liubinskas        | Litvánia     | 2003 | 2008   |
| José Couceiro                | Portugália   | 2008 | 2009   |
| Raimondas Žutautas           | Litvánia     | 2010 | 2011   |
| László Csaba                 | Magyarország | 2010 | 2013   |
| Igoris Pankratjevas          | Litvánia     | 2013 | 2015   |
| Edgaras Jankauskas           | Litvánia     | 2016 | 2018   |
| Valdas Urbonas               | Litvánia     | 2019 | 2021   |
| Valdas Ivanauskas            | Litvánia     | 2021 | 2022   |
| Reinhold Breu (megbízott)    | német        | 2022 |        |

## Lásd még
- Litván U21-es labdarúgó-válogatott
- Litván női labdarúgó-válogatott